# Czech Connect Airlines
Czech Connect Airlines — бывшая чешская авиакомпания, базировавшаяся в международном аэропорту города Острава (Чешская Республика). Прекратила деятельность в 2012 году.

## История
Авиакомпания Czech Connect Airlines начала свою работу в рамках Central Connect Group, которая была основана в 2005 году. ССА была образована из Central Charter Airlines — чартерного перевозчика, выполняющего рейсы с начала 2010 года, имеющего в своём авиапарке 2 — 3 самолета Boeing 737.
Новое имя авиакомпании было подтверждено властями Чешской Республики в начале 2011 года, и с 1 января 2011 года ССА перестала являться членом Central Connect Group, начав функционирование как полностью независимая компания. В приоритете авиакомпании находились регулярные авиаперевозки, дополняемые чартерными перевозками.
18 января 2012 в Краевой суд Остравы было подано заявление о возбуждении дела о несостоятельности авиакомпании Czech Connect Airlines по решению совета директоров авиакомпании. В связи с этим, авиакомпания ССА объявила о приостановлении своей деятельности и прекращении полетов с 21 января 2012. 12 июля 2012 года Краевой суд Остравы согласился с реорганизацией компании, однако её дальнейшая судьба оставалась неопределенной.

## Описание
Первые регулярные авиаперевозки авиакомпании ССА связали регионы Чешской республики с городами Российской Федерации с начала летнего сезона 2011. Власти гражданской авиации Чешской Республики уже назначили авиакомпанию ССА для выполнения рейсов Брно -Москва (Домодедово) — Брно, Брно — Санкт-Петербург — Брно и Карловы Вары — Екатеринбург — Карловы Вары.
В качестве второго шага развития авиакомпании планировалось сообщение между аэропортами Чешской Республики и стран СНГ, сопровождающееся открытием новых маршрутов на восток, не выполнявшихся из аэропорта Праги.
Планировалось использование воздушных судов типа Boeing 737-300 с двумя классами обслуживания — Комфорт и Экономический.

## География полётов
по состоянию на 23 марта 2011
CQ 108 Брно — Москва (Домодедово)
CQ 109 Москва (Домодедово) — Брно
CQ 104 Брно — Санкт-Петербург
CQ 105 Санкт-Петербург — Брно
CQ 158 Карловы Вары — Екатеринбург
СQ 159 Екатеринбург — Карловы Вары

## Флот
В течение 2011 года планировалось обновление флота — замена B737 классической комплектации (300) на B737 следующего поколения (700/800)

## Продажа билетов
Продажи осуществлялась через туроператоров, а также через агентов через системы взаиморасчетов BSP и ТКП.